# 靜岡貨運站

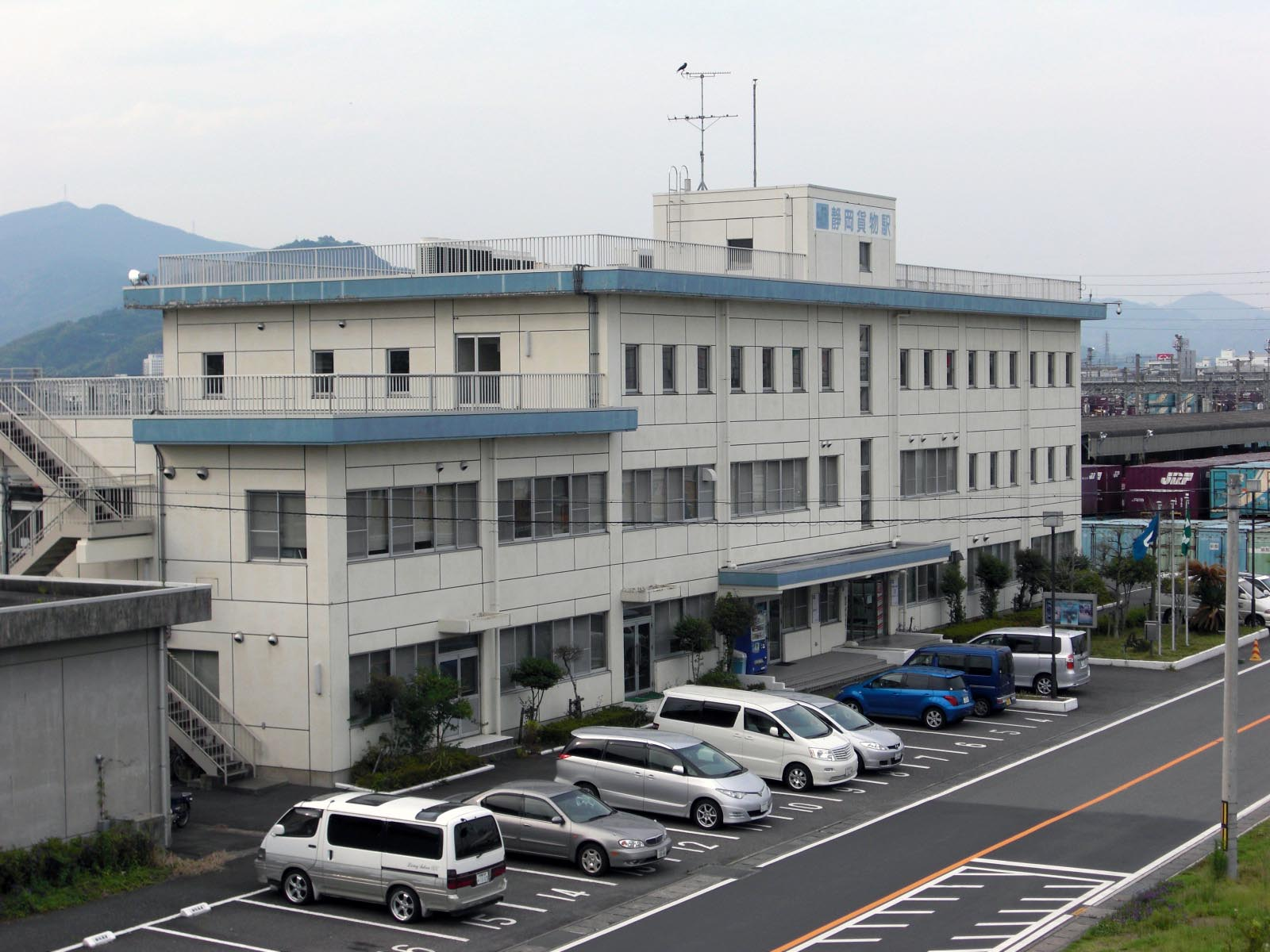
站房（2008年6月）

靜岡貨運站（日语：／ Shizuoka-kamotsu eki */?）是由日本貨物鐵道（JR貨物）所經營的鐵路車站，位於日本靜岡縣靜岡市駿河區。此站是JR貨物在東海道本線沿線設置的貨運專用車站，也是靜岡縣中部地區主要的貨物集散與轉運中心，實際座落位置則是在JR東海草薙站至東靜岡站的路段上。
此站在1962年初啟用時原名靜岡調車場（静岡操車場）。1967年時接收部分靜岡車站的貨運業務，並升格成為東靜岡車站，當時的調車場部分只是以附屬設施的方式保留。1993年時貨運站的業務完全移轉到調車場內運作，並改名為靜岡貨運站，與客運用途的東靜岡車站完全分離。
此站擁有各種標準尺碼貨櫃的裝卸操作能力並提供車攜貨運的相關業務。停靠該站的列車種類包括每日接近30列次的高速貨運列車，與每日上下行各一列次的專用貨運列車。除此之外，也有從此站發車並往返富士車站的專用貨物列車班次。

## 相鄰車站
東海旅客鐵道
東海道本線
草薙－靜岡貨物－東靜岡